# 船塢登陸艦

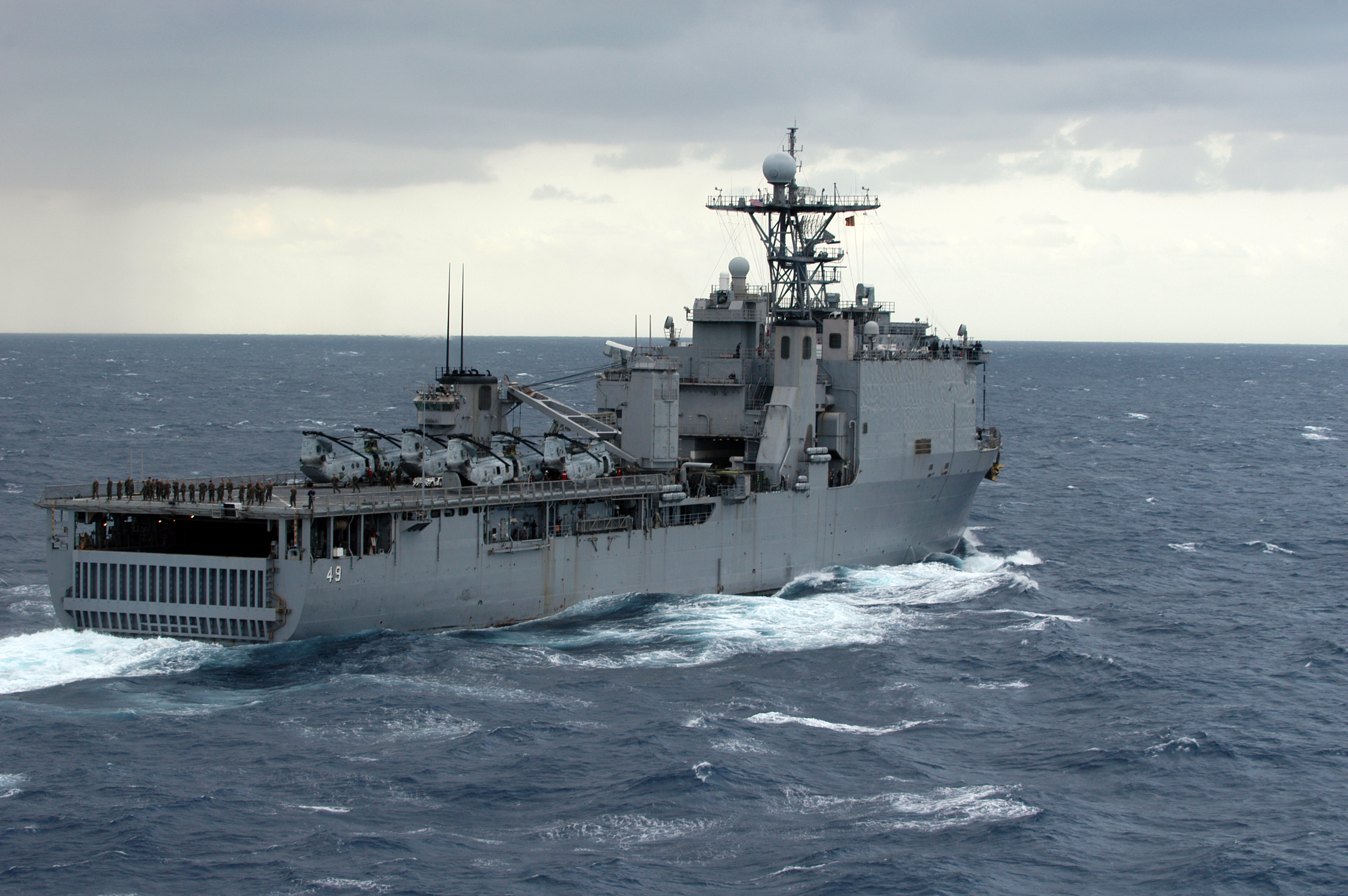
哈珀斯费里級船塢登陸艦，美國海軍船坞登陆舰

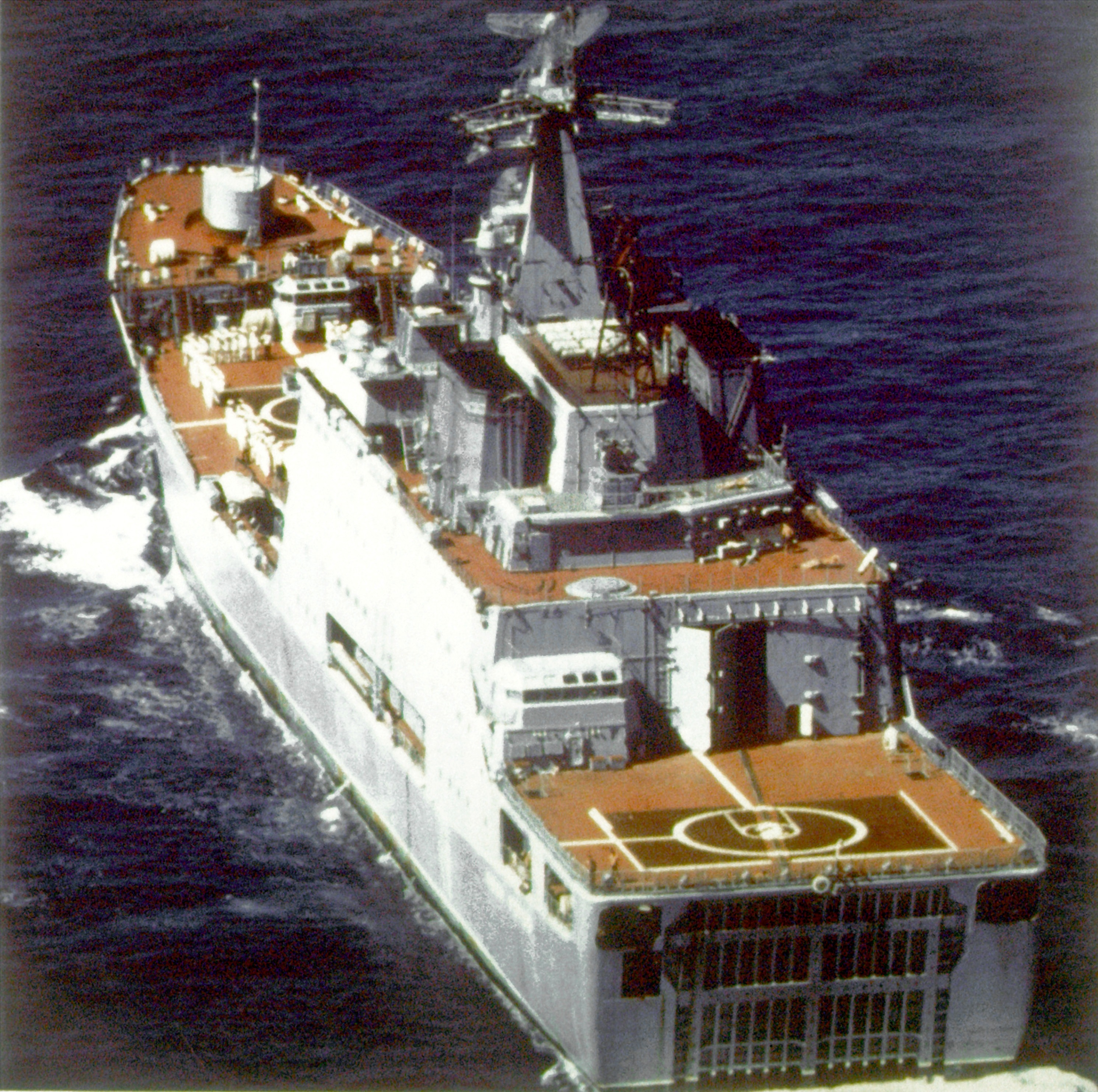
苏联伊万·罗戈夫级登陆舰

船坞登陆舰（也称为登陆舰、船坞舰或LSD ）是一种两栖战舰，具有井圍甲板，用于运输和投放登陆艇和两栖车辆。 一些拥有井圍甲板的船只也有艏門，例如苏联伊万·罗戈夫级，使它们能够将车辆直接运送到海滩上（就像坦克登陆舰）。现代船坞登陆舰还可以操作直升机。
拥有井圍甲板的船舶可以比必须使用起重机或船尾渡板的船舶更容易地在波涛汹涌的大海中将货物转移到登陆艇。 美国海军对带有井圍甲板的船舶的艦船分類取决于其飞行设施——现代的船塢登陸艦具有直升机甲板，兩棲船塢運輸艦還有著机库，直昇機登陸船塢艦或直昇機登陸突擊艦則擁有全通飞行甲板。 

## 历史
船塢登陸艦是美國海軍的一種艦船體分類，由于英国在第二次世界大战期间需要一艘能够运载大型登陆艇快速穿越海洋的船只而产生的。所有现代LSD的前身是大日本帝國陸軍的神州丸，它可以使用内部导轨系统和船尾坡道发射步兵登陆艇。她于 1935 年开始服役，并参加了中国的战斗以及 1942 年日本进攻的初期阶段。
英国皇家海军的第一个LSD来自设计英国登陆艇坦克的罗兰·贝克爵士的设计。这是快速发射小型飞船问题的答案。登陆舰的船尾滑道是由火车渡轮（一号火车渡轮，第一次世界大战期间为英国陆军使用）改装而成的，是一种早期的尝试。十三艘机械化登陆艇（LCM）可以从这些舰艇上沿着降落伞发射。登陆舰龙门架是一艘经过改装的油轮，配有起重机，可将登陆艇的货物从甲板转移到海上——半小时多一点就可以运送 15 LCM。 
該設計是在美國為美國海軍和皇家海軍開發和製造的。 LSD 可以以 16 節（30 公里/小時）的速度攜帶 36 個 LCM。 碼頭花了一個半小時才被淹沒，又花了兩個半小時才把水抽出來。 當被淹沒時，它們也可以用作修理小型船隻的碼頭。 貨艙內可以裝載小型登陸艇，也可以裝載全履帶式輪式兩棲攻擊或支援車輛。

## 艦船
在美國海軍中，截至2023年，有兩型相關的船塢登陸艦服役中，即惠德比島級和哈珀斯費里級，主要用於運載氣墊船(LCAC)、操作直升機和運送海軍陸戰隊員。 
英國皇家輔助艦隊(RFA)目前使用著三艘基於荷蘭-西班牙執法者構型的海灣級登陸艦，以支援皇家海軍的行動，而該級的第四艘艦艇（之前在RFA 服役）現在由皇家澳大利亞海軍使用。
美國退役的船塢登陸艦包括阿什蘭級、卡薩格蘭德級、托馬斯頓級和安克雷奇級。

## LSD船艦

### 服役中
| 國家       | 艦名                   | 服役中 | 建造   | 艦長                  | 艦寬               | 吃水深度           | 排水量（公噸） | 備註                                                          | 照片 |
| ---------- | ---------------------- | ------ | ------ | --------------------- | ------------------ | ------------------ | -------------- | ------------------------------------------------------------- | ---- |
|            | 阿爾福克號             |        |        | 142.9 公尺            | 21.5 公尺          | 5.3 公尺           | 8800噸         |                                                               |      |
| 阿尔及利亚 | 卡拉班尼阿巴斯號       |        |        |                       |                    |                    |                |                                                               |      |
|            | 乔尔斯號               | 1      | 2011年 | 176.6米（579英尺）    | 26.4米（87英尺）   | 5.8米（19英尺）    | 17,810         | 前 RFA拉格斯湾(L3006) 于 2011 年 4 月出售给澳大利亚皇家海军。 |      |
| 中華民國   | 旭海號船塢登陸艦       | 1      | 2000年 | 169米（554英尺）      | 26.0米（85.3英尺） | 6.1米（20英尺）    | 14,225         | 前彭萨科拉号 (LSD-38)于2000年出售给中华民國海军。             |      |
| 俄羅斯     | 伊凡格林級大型登陸艦   | 2      | 2016年 | 120米（390英尺）      | 16.0米（52.5英尺） |                    | 6,600          | 另有两艘经过改进设计                                          |      |
| 英国       | Bay-class landing ship | 3      | 2007年 | 176.6米（579英尺）    | 26.4米（87英尺）   | 5.8米（19英尺）    | 17,810         |                                                               |      |
| 美国       | 惠德比島級船塢登陸艦   | 6      | 1985年 | 186米（610英尺）      | 26.0米（85.3英尺） | 5.94米（19.5英尺） | 16,100         |                                                               |      |
| 美国       | 哈珀斯费里級船塢登陸艦 | 4      | 1995年 | 185.80米（609.6英尺） | 26.0米（85.3英尺） | 5.94米（19.5英尺） | 19,600         |                                                               |      |

### 退役
| 國家     | 艦級                   | 退役 | 建造         | 艦長=              | 艦寬               | 吃水深度           | 排水量（公噸） | 備註 | 照片 |
| -------- | ---------------------- | ---- | ------------ | ------------------ | ------------------ | ------------------ | -------------- | --- | ---- |
| 阿根廷   | 愛許蘭級船塢登陸艦     | 1    | 1970–1981    | 139.5米（458英尺） | 22.0米（72.2英尺） | 4.83米（15.8英尺） | 7,930          | 前 USS“岡斯頓霍爾”號 (LSD-5) 於 1970 年出售給阿根廷，1981 年後報廢。                                                                                          |      |
| 巴西     | 湯瑪斯敦級船塢登陸艦   | 2    | 1990–2012    | 160米（520英尺）   | 26.0米（85.3英尺） | 5.94米（19.5英尺） | 11,989         | 前 USS“冬宮號”(LSD-34) 於 1989 年借出，後來出售給巴西海軍，目標於 2021 年擊沉； 前美國海軍“阿拉莫”號 (LSD-33) 於 1990 年租借給巴西海軍，2015 年廢棄於土耳其。 |      |
| 中華民國 | 中正號船塢登陸艦       | 1    | 1977–1985    | 139.5米（458英尺） | 22.0米（72.2英尺） | 4.83米（15.8英尺） | 7,930          | 前美國海軍“白色沼澤”號（LSD-8）於 1960 年借給中華民國海軍，1985 年報廢。                                                                                      |      |
| 中華民國 | 中正號船塢登陸艦(二代) | 1    | 1984–2012    | 139.5米（458英尺） | 22.0米（72.2英尺） | 4.83米（15.8英尺） | 7,930          | 前美國海軍康斯托克號 (LSD-19) 於 1984 年出售報廢，由中華民國海軍打撈，2015 年 6 月作為人工魚礁沉沒。                                                          |      |
| 苏联     | 伊万·羅戈夫級登陸艦    | 3    | 1978–2002    | 157米（515英尺）   | 23.8米（78英尺）   | 6.7米（22英尺）    | 14,060         | “伊万·羅戈夫”和“亞歷山大·尼古拉耶夫”現在被保存下來； “Mitrofan Moskalenko”於 2012 年被拍賣以報廢。                                                            |      |
| 美国     | 阿什蘭級船塢登陸艦     | 8    | 1943–1969    | 139.5米（458英尺） | 22.0米（72.2英尺） | 4.83米（15.8英尺） | 7,930          | 前美國海軍“岡斯頓霍爾”號 (LSD-5) 出售給阿根廷； 前美國海軍“白色沼澤”號（LSD-8）出售給台灣； 1968年至1970年間，其餘部分被廢棄。                                |      |
| 美国     | 卡薩格蘭德級船塢登陸艦 | 13   | 1944–1970    | 139.5米（458英尺） | 22.0米（72.2英尺） | 4.83米（15.8英尺） | 7,930          | 最後一艘前美國海軍“沙德韋爾”號 (LSD-15) 於 2017 年報廢。 |      |
| 美国     | 湯瑪斯敦級船塢登陸艦   | 8    | 1954–1990    | 160米（520英尺）   | 26.0米（85.3英尺） | 5.94米（19.5英尺） | 11,989         | 前美國海軍“阿拉莫”號 (LSD-33) 借給巴西海軍； 前美國海軍“冬宮”號 (LSD-34) 借出並隨後出售給巴西海軍； 所有其他目標報廢或沉沒。                                  |      |
| 美国     | 安克拉治級船塢登陸艦   | 5    | 1969–2003    | 169米（554英尺）   | 26.0米（85.3英尺） | 6.1米（20英尺）    | 14,225         | 前美國海軍“彭薩科拉”號 (LSD-38) 出售給中華民國（台灣）海軍，是唯一現役艦艇，所有其他艦艇均已報廢或擊沉。                                                      |      |
| 美国     | 惠德比島級船塢登陸艦   | 2    | 1985–present | 186米（610英尺）   | 26.0米（85.3英尺） | 6.1米（20英尺）    | 16,100         | “惠德比島”和“麥克亨利堡”處於退役艦船 |      |